# Gjelsvik Peak
Gjelsvik Peak är en bergstopp i Västantarktis. Nya Zeeland gör anspråk på området. Toppen på Gjelsvik Peak är 3 660 meter över havet, eller 427 meter över den omgivande terrängen. Bredden vid basen är 2,5 km.
Terrängen runt Gjelsvik Peak är bergig åt nordväst, men åt sydost är den kuperad.